# European Chinese News
Das chinesische Magazin   European Chinese News  (Huan ou xin xi 環歐信息) war eine chinesischsprachige Zeitschrift in Bamberg. Sie wurde von 1999 bis 2011 in 14 Ländern Europas herausgegeben. Das Monatsmagazin wurde in der Druckerei des Obermain-Tagblatts in Lichtenfels gedruckt. Die Zeitung umfasste 60 Seiten mit Schwarzweiß-Fotos und erschien monatlich mit einem politischen Schwerpunktthema.
Herausgeber war der Journalist You Xie, der aus Hainan China stammt. 1993 gründete You Xie den China Fan Verlag (华友出版社) und hat Bücher sowohl in englischer wie chinesischer Sprache publiziert.